# 张家岩水库
张家岩水库是中国四川省资阳市简阳市高明镇境内的一座水库，位于沱江小支流张家岩河上，建于1973年。水库正常库容为1300万立方米，集雨面积为17平方千米，海拔为491.68米。